# Anomalorbis
Genre
Anomalorbis est un genre de vers annélides polychètes sédentaires de la famille des Serpulidae. 

## Liste d'espèces
Selon World Register of Marine Species (4 août 2011) et ITIS (4 août 2011) :
- Anomalorbis manuatus Vine, 1972